# Novičí
Novičí je malá vesnice, část města Letovice v okrese Blansko. Nachází se asi 4,5 km na severovýchod od Letovic. Prochází zde silnice II/368. Je zde evidováno 44 adres. Trvale zde žije 102 obyvatel.
Novičí je také název katastrálního území o rozloze 2,42 km2.

## Název
Jméno vesnice je původem kolektivum (typu listí) od starého novicě - "nově obdělaná půda".

## Historie
První písemná zmínka o obci pochází z roku 1320.

## Pamětihodnosti
- Venkovská usedlost čp. 6
- Venkovská usedlost čp. 14